# Hueytamalco (kommun)
Hueytamalco är en kommun i Mexiko.   Den ligger i delstaten Puebla, i den sydöstra delen av landet, 200 km öster om huvudstaden Mexico City. Antalet invånare är 53 358.
Följande samhällen finns i Hueytamalco:
- Hueytamalco
- Hueytamalco (Papaloapan)
- El Progreso
- Atehuetzin
- El Mohón
- Conta
- Limontitán Grande
- Ejido Hueytamalco
- Teteyahualco
- Llagostera
- Ayahualo
- Tlacuilolapa
- Tacotalpa
- Montecelli
- Colonia la Virgen
- Tepactipan
- El Mirador
- Limonateno
- Lomas de Arena
- Mecatépetl
- Solórzano
- Rancho Viejo
- La Garita
- Loma Alta
- Zompanico
- El Pueblillo
- Manlio Fabio Altamirano
- Palmagtitán
- Colonia Morelos
- El Anayal
- Vista Hermosa
- La Llave
- La Esperanza
- Mazolapa
- Tonalmeyoco
- San Ignacio
- El Edén
- San Luis
- San Carlos
- La Cruz
- Corral Viejo
- Tacuba
- San Antonio
- Unidad Habitacional el Paraíso
- San Luis
- San Lucas
- Tepozoteco
- Zompaquisoyan
- Colonia del Valle
- Loma Bonita
- Puente de Palo
- Xalteno